# Livádi (ort i Grekland, Mellersta Makedonien)
Livádi är en ort i Grekland.   Den ligger i prefekturen Nomós Pierías och regionen Mellersta Makedonien, i den norra delen av landet, 300 km norr om huvudstaden Aten. Livádi ligger 194 meter över havet och antalet invånare är 243.
Terrängen runt Livádi är kuperad åt sydost, men åt nordväst är den platt. Runt Livádi är det ganska glesbefolkat, med 36 invånare per kvadratkilometer. Närmaste större samhälle är Alexándreia, 14,0 km norr om Livádi. 